# Alexander Rieder (Politiker)
Alexander Rieder (* 4. Juli 1961 in St. Johann im Pongau) ist ein österreichischer Politiker der Freiheitlichen Partei Österreichs (FPÖ). Seit Juni 2018 ist er Abgeordneter zum Salzburger Landtag.

## Leben

### Ausbildung und Beruf
Alexander Rieder besuchte nach der Volksschule in St. Johann im Pongau zunächst zwei Jahre die dortige Hauptschule und ab 1974 zwei Jahre die Sporthauptschule „Stephaneum“ in Bad Goisern. Anschließend absolvierte er die Höhere Lehranstalt für Fremdenverkehrsberufe in Kleßheim, wo er 1982 maturierte. Nach dem Präsenzdienst war er im elterlichen Betrieb tätig.
Seit 1985 ist er an der Tourismusschule Bischofshofen tätig, zunächst bis 1990 als Erzieher im Burscheninternat und Lehrer. Parallel dazu machte er von 1988 bis 1991 eine pädagogische Ausbildung am Pädagogischen Institut Salzburg und an der Berufspädagogischen Akademie in Linz. Von 1992 bis 2000 war er Lehrer und Fachvorstand an der Tourismusschule Bischofshofen und von 2000 bis 2011 Schul- und Internatsleiter. Seit 2011 ist er dort wieder Lehrer. Von 2009 bis 2018 war er außerdem Mitglied des Kollegiums des Landesschulrates Salzburg.

### Politik
Alexander Rieder war von 1999 bis 2008 Mitglied der Gemeindevertretung in St. Johann im Pongau und von 1999 bis 2004 auch Mitglied der Gemeindevorstehung. Seit 2014 ist er wieder Mitglied der Gemeindevertretung. 2016 wurde er Bezirksparteiobmann-Stellvertreter der FPÖ im Pongau. Am 13. Juni 2018 wurde er in der konstituierenden Landtagssitzung der 16. Gesetzgebungsperiode als Abgeordneter zum Salzburger Landtag angelobt.